# Sky Italia
Sky Italia – włoska telewizyjno-radiowa satelitarna platforma cyfrowa. W lipcu 2016 roku posiadała 4,77 mln abonentów.